# قلعه اسپیدژ
قلعه اسپیدژ مربوط به سده‌های اولیه دوران‌های تاریخی پس از اسلام است و در شهرستان ایرانشهر، بخش بزمان، روستای اسپیدژ واقع شده و این اثر در تاریخ ۱۰ دی ۱۳۸۱ با شمارهٔ ثبت ۶۷۴۶ به‌عنوان یکی از آثار ملی ایران به ثبت رسیده است.